# P. & D. Colnaghi & Co.
P. & D. Colnaghi & Co. – komercyjna galeria sztuki działające w Londynie, założona w 1760 roku.
Założycielem był włoski producent fajerwerków Giovanni Battista Torre. W 1760 roku otworzył w Paryżu sklep Cabinet de Physique Expérimentale, gdzie sprzedawał przybory naukowe, książki i grafiki. 
W 1767 roku jego syn Anthony Torre przeprowadził się do Londynu, gdzie otworzył siostrzany sklep, specjalizujący się w grafikach, we współpracy z innym włoskim imigrantem, Anthonym Molteno. Giovanni Torre zmarł w 1780 roku. W 1784 roku Anthony Torre zatrudnił Paula Colnaghi z Mediolanu do zarządzania nowym sklepem w Paryżu. Paul Colnaghi rowinął małą firmę do renomowanej galerii sztuki.